# Mündungsbremse

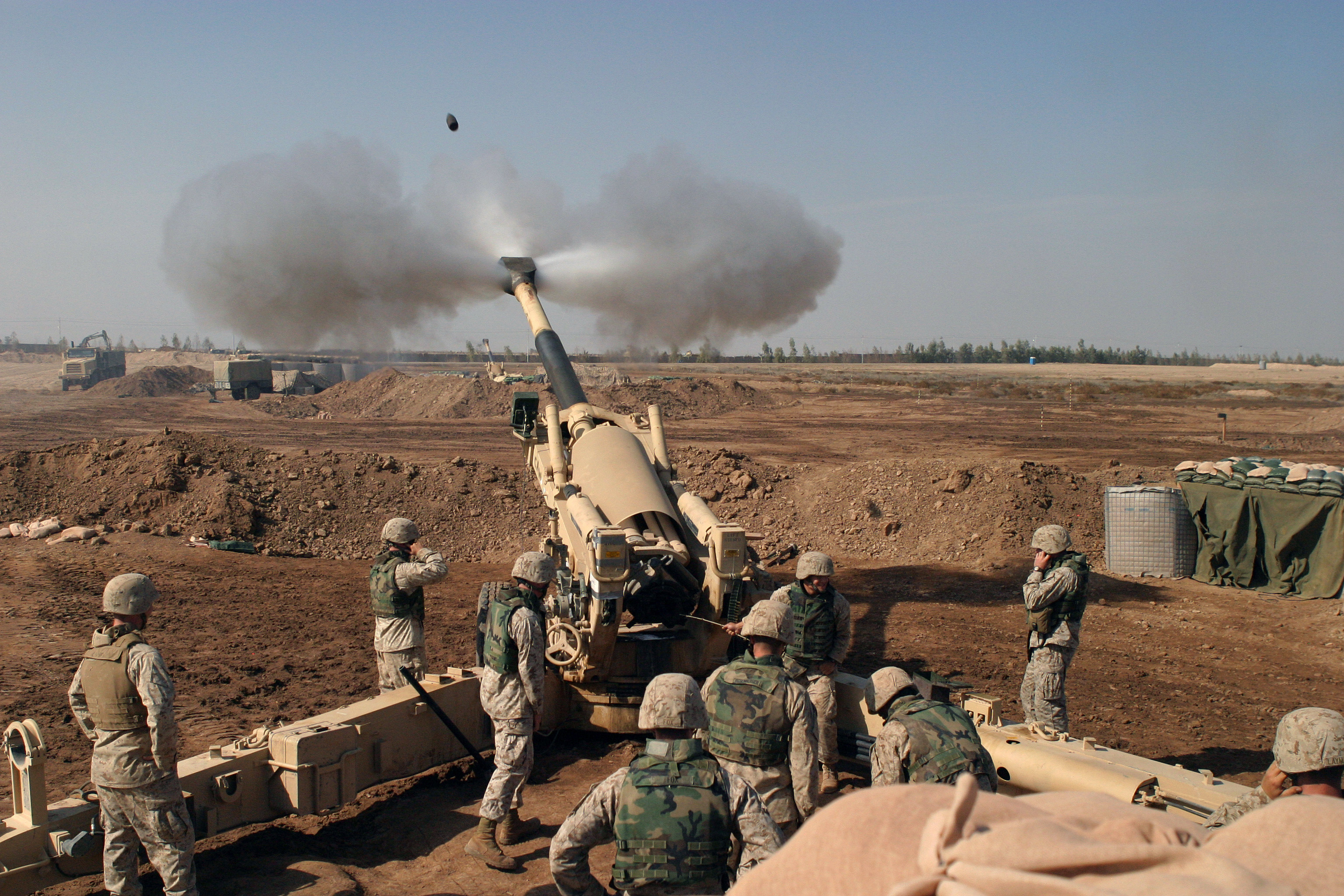
Eine Haubitze beim Feuern, deutlich erkennbar der seitliche Austritt der Verbrennungsgase aus der Mündungsbremse

Die Mündungsbremse ist eine Vorrichtung am Lauf (Mündung von Feuerwaffen), die die Energie der Verbrennungsgase nutzt, um den Rückstoß der Waffe zu vermindern. Mündungsbremsen kommen vorwiegend an Maschinenkanonen und Geschützen, seltener an Handfeuerwaffen zum Einsatz. Bei Waffen mit zurücklaufendem Rohr vermindert die Mündungsbremse auch den benötigten Rohrrücklaufweg.
Von der Mündungsbremse müssen der Kompensator, der Mündungsfeuerdämpfer sowie der Rückstoßverstärker unterschieden werden. Kompensatoren reduzieren durch das Nach-oben-Leiten der Mündungsgase den Hochschlag von Handfeuerwaffen. Mündungsfeuerdämpfer reduzieren das sichtbare Mündungsfeuer und damit die Blendwirkung für den Schützen sowie seine Sichtbarkeit bei der Schussabgabe. Ein Rückstoßverstärker erhöht die Rückstoßenergie von Rückstoßladern mit kurz zurückgleitendem Lauf, um deren Wiederladefunktion zu gewährleisten und/oder deren Schussfrequenz zu erhöhen.
Da nach unten gelenkte Gase, insbesondere bei flachem Schusswinkel, Staub aufwirbeln würden, haben Mündungsbremsen grundsätzlich nur seitliche Gasaustrittsöffnungen.
Kanonen, welche APFSDS-Geschosse verschießen, haben in der Regel keine Mündungsbremse, da dies die Präzision stark beeinträchtigen würde. Daher hat quasi keine Kanone eines modernen Kampfpanzers eine Mündungsbremse.

## Funktion
Grundsätzlich unterscheidet man drei Arten von Mündungsbremsen: aktive, reaktive und aktiv-reaktive.

Aktive Mündungsbremse
Reaktive Mündungsbremse
Aktiv-reaktive Mündungsbremse

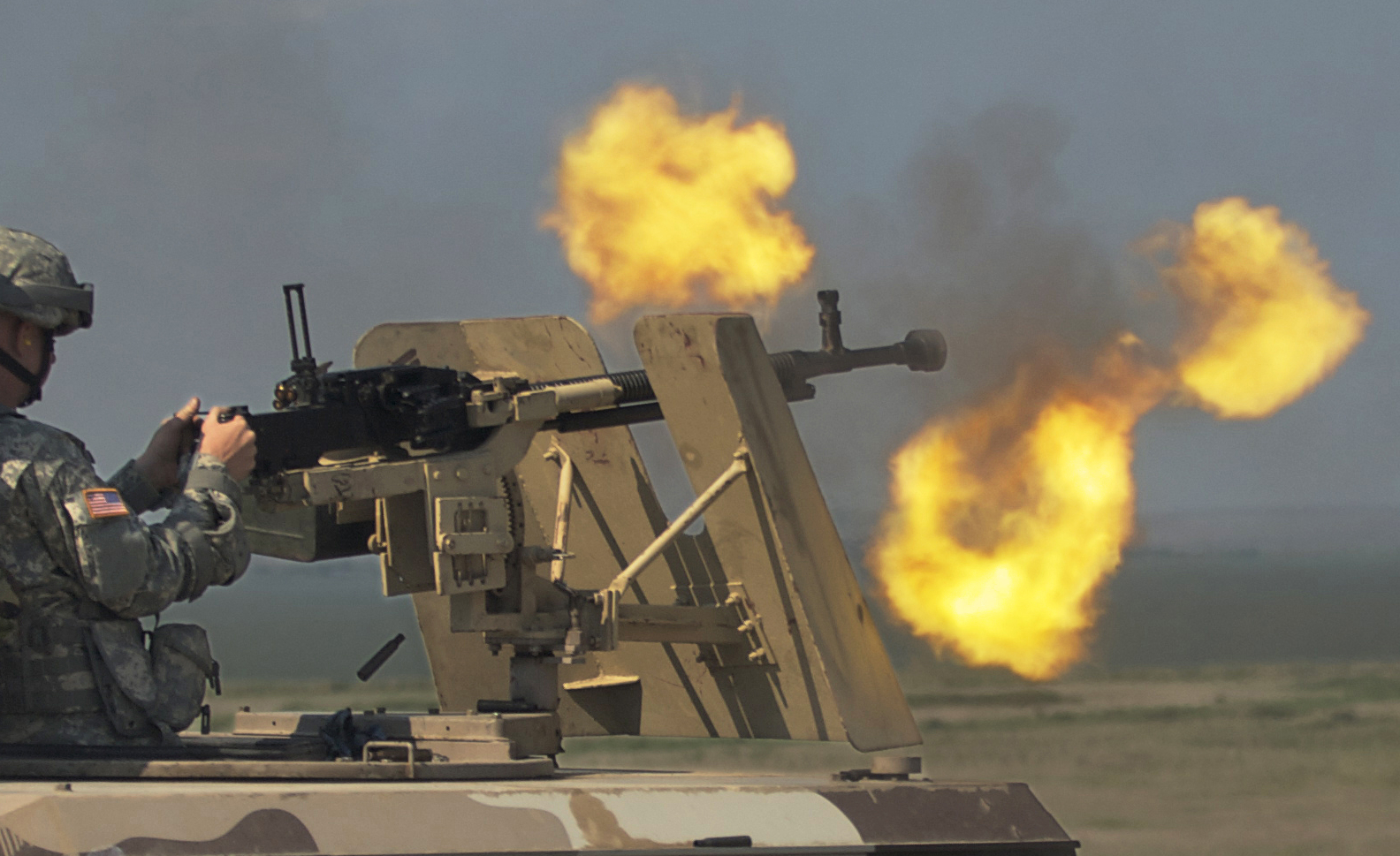
DSchKM mit aktiver Mündungsbremse

Die aktive Mündungsbremse besteht aus einer oder mehreren vor der Rohrmündung montierten Prallflächen mit Öffnungen zu den Seiten, die fest mit dem Rohr verbunden sind. Diese Prallflächen haben eine Öffnung für den Durchtritt des Geschosses, deren Durchmesser etwa das 1,1-fache des Geschosskalibers beträgt. Unmittelbar nachdem das Geschoss das Rohr verlassen hat, treten die unter hohem Druck stehenden Verbrennungsgase des Treibsatzes aus dem Rohr aus, treffen dabei auf die Prallflächen der Mündungsbremse und bewirken eine nach vorne gerichtete Kraft. Da außerdem ein Großteil des Gasdrucks zu den Seiten entweicht anstatt nach vorne, wird der Raketeneffekt und damit der Rückschlag erheblich reduziert. Dabei erhöht sich jedoch die Schalldruckbelastung für den Schützen selbst sowie in höherem Maße für Personen links und rechts der Mündungsbremse. Um den Wirkungsgrad der aktiven Mündungsbremse zu erhöhen und um den Verlust aus der Durchtrittsöffnung der ersten Prallfläche zu reduzieren, wird bei Geschützen häufig noch eine zweite Prallfläche verwendet.

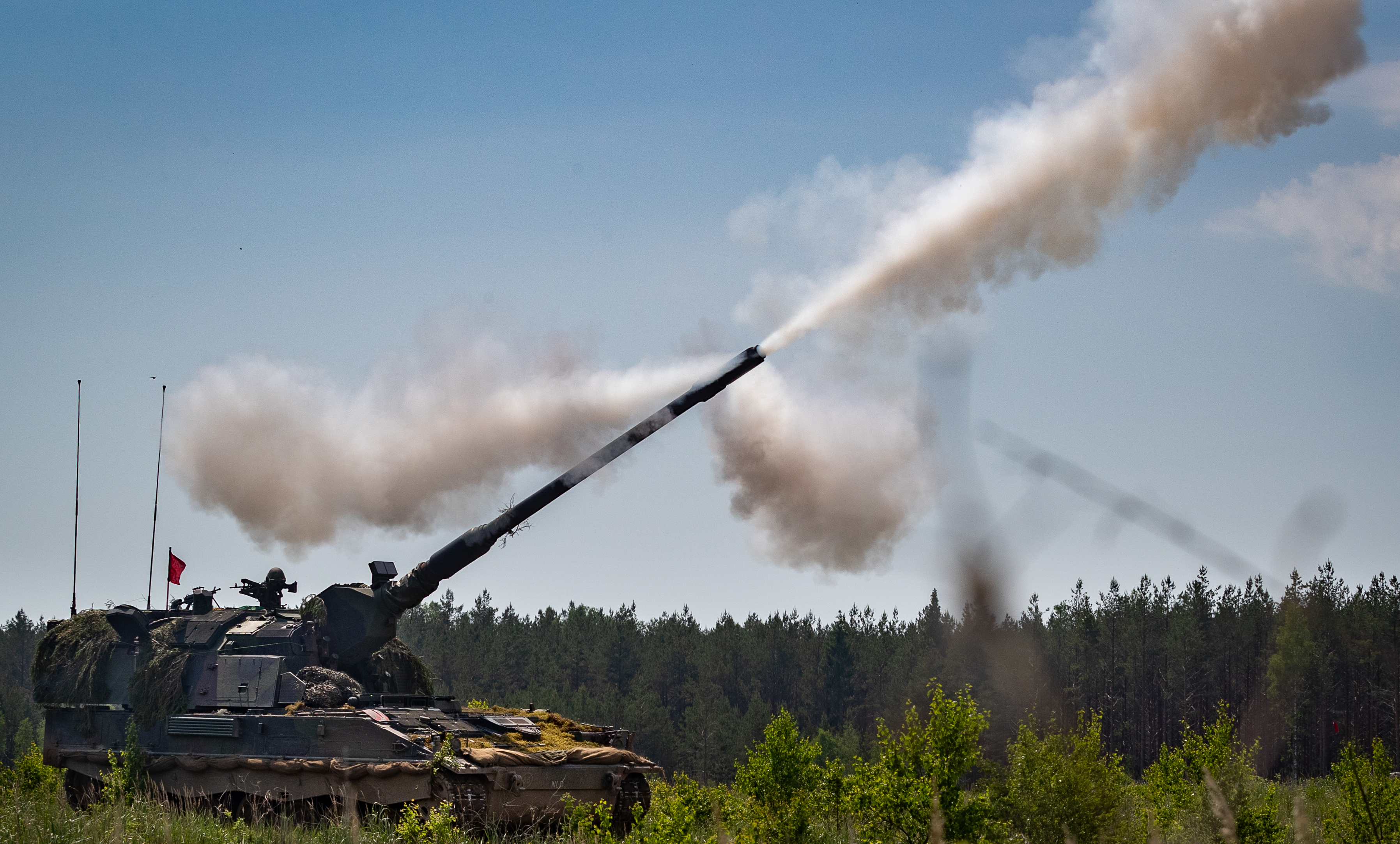
PzH 2000 mir reaktiver Mündungsbremse

In der reaktiven Mündungsbremse sind mehrere radiale Bohrungen, welche die Treibladungsgase zur Seite oder leicht nach hinten ablenken und den Rückstoß durch die daraus resultierende Gegenkraft reduzieren. Der Wirkungsgrad einer reaktiven Mündungsbremse, aber auch die Schalldruckbelastung auf die Bediener hinter der Waffe, steigt mit dem Winkel, um den die Gase abgelenkt werden. Um nicht nur eine Reduktion des Rückschlages zu erreichen, sondern außerdem noch dem Problem des Hochschlagens entgegenzuwirken, haben einige Mündungsbremsen für Handfeuerwaffen zusätzlich Öffnungen an der Oberseite und damit mehr oder weniger stark ausgeprägte Kompensator-Eigenschaften.
Die aktiv-reaktive Mündungsbremse kombiniert beide Prinzipien, indem sie erst den Gasdruck auf die Prallflächen ausnutzt und die Gase anschließend nach hinten umleitet.

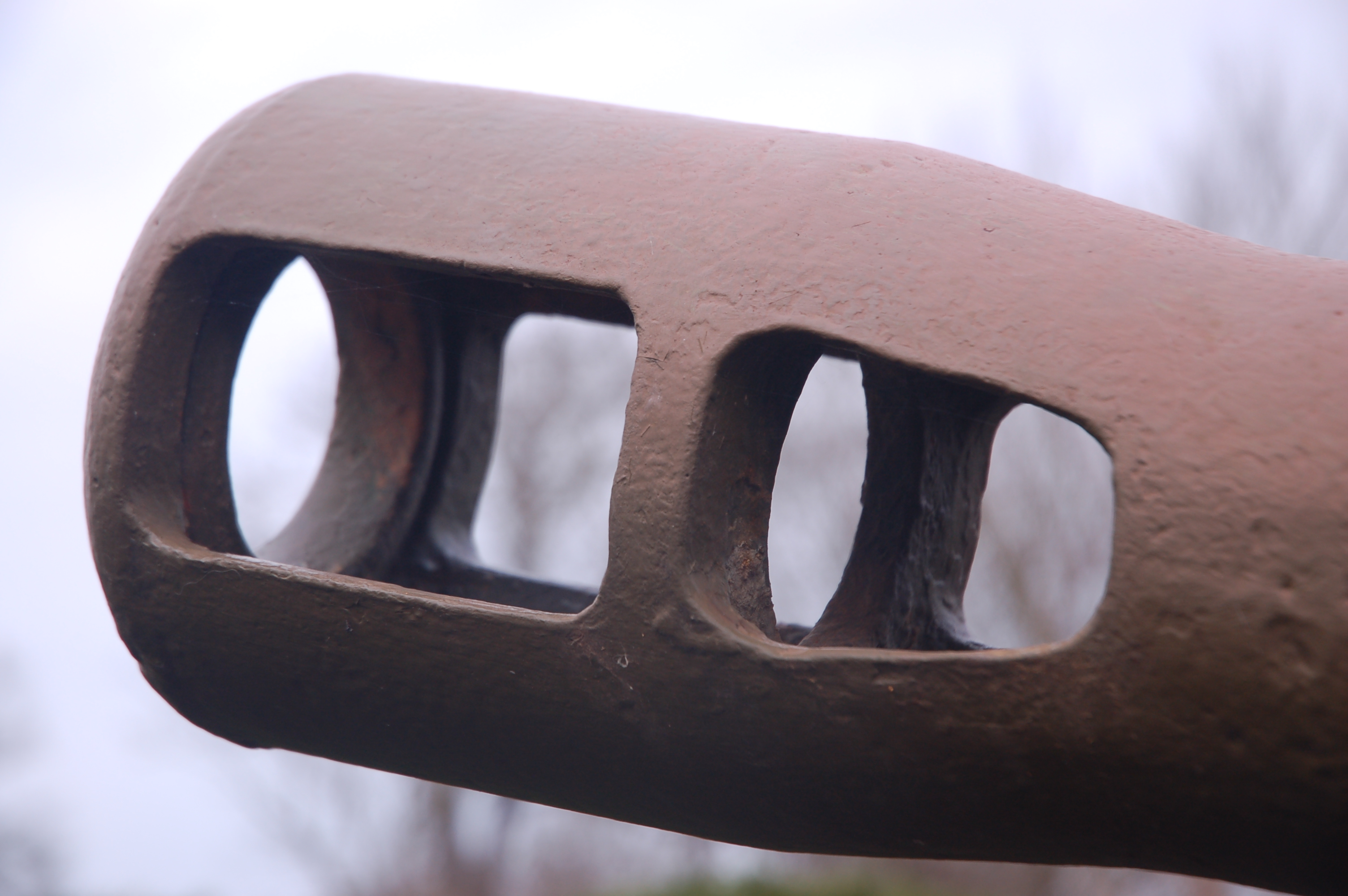
Mündungsbremse an einer 76-mm-Divisionskanone M1942 (SiS-3)
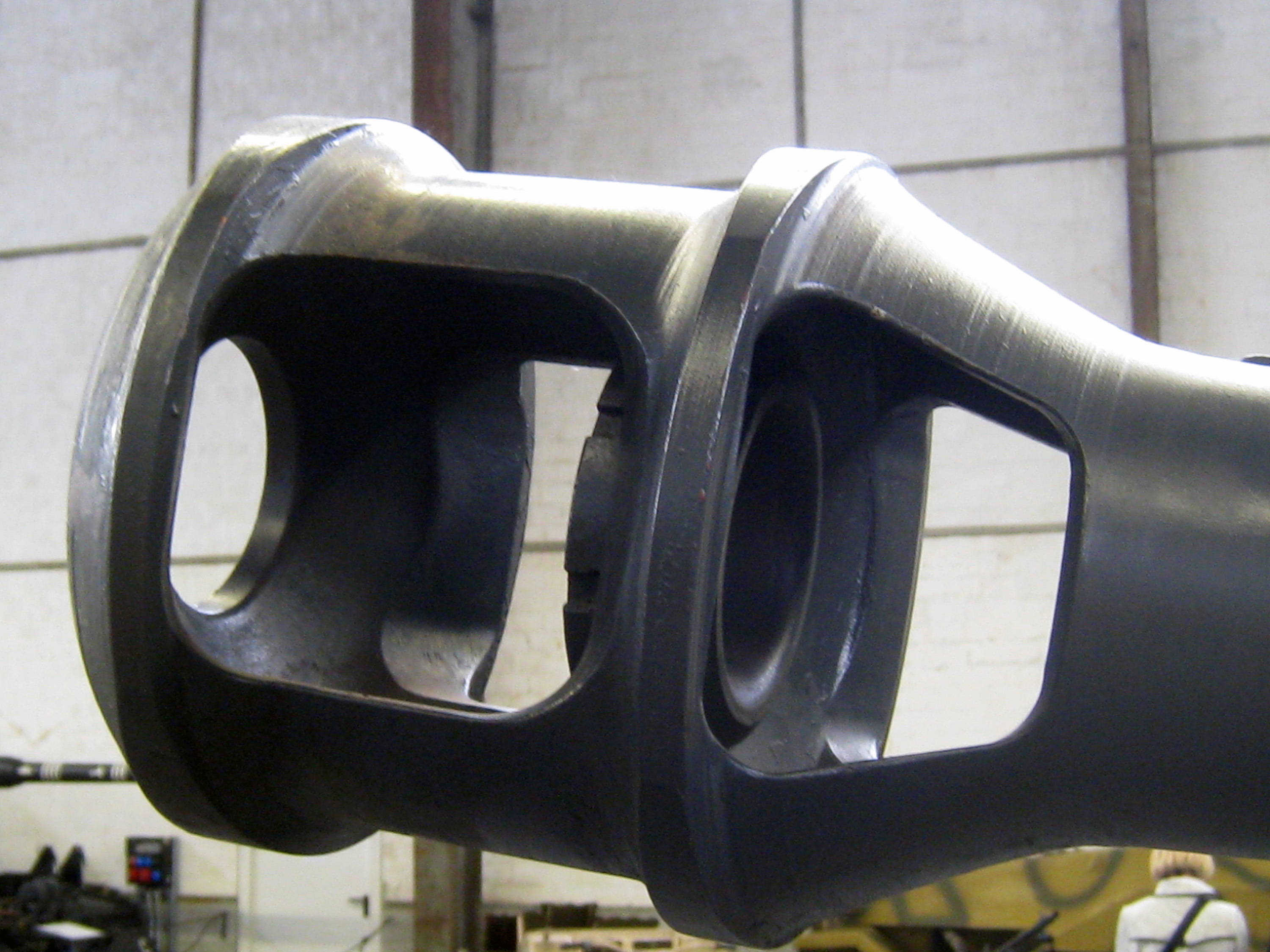
Mündungsbremse einer 7,5-cm-PaK 40
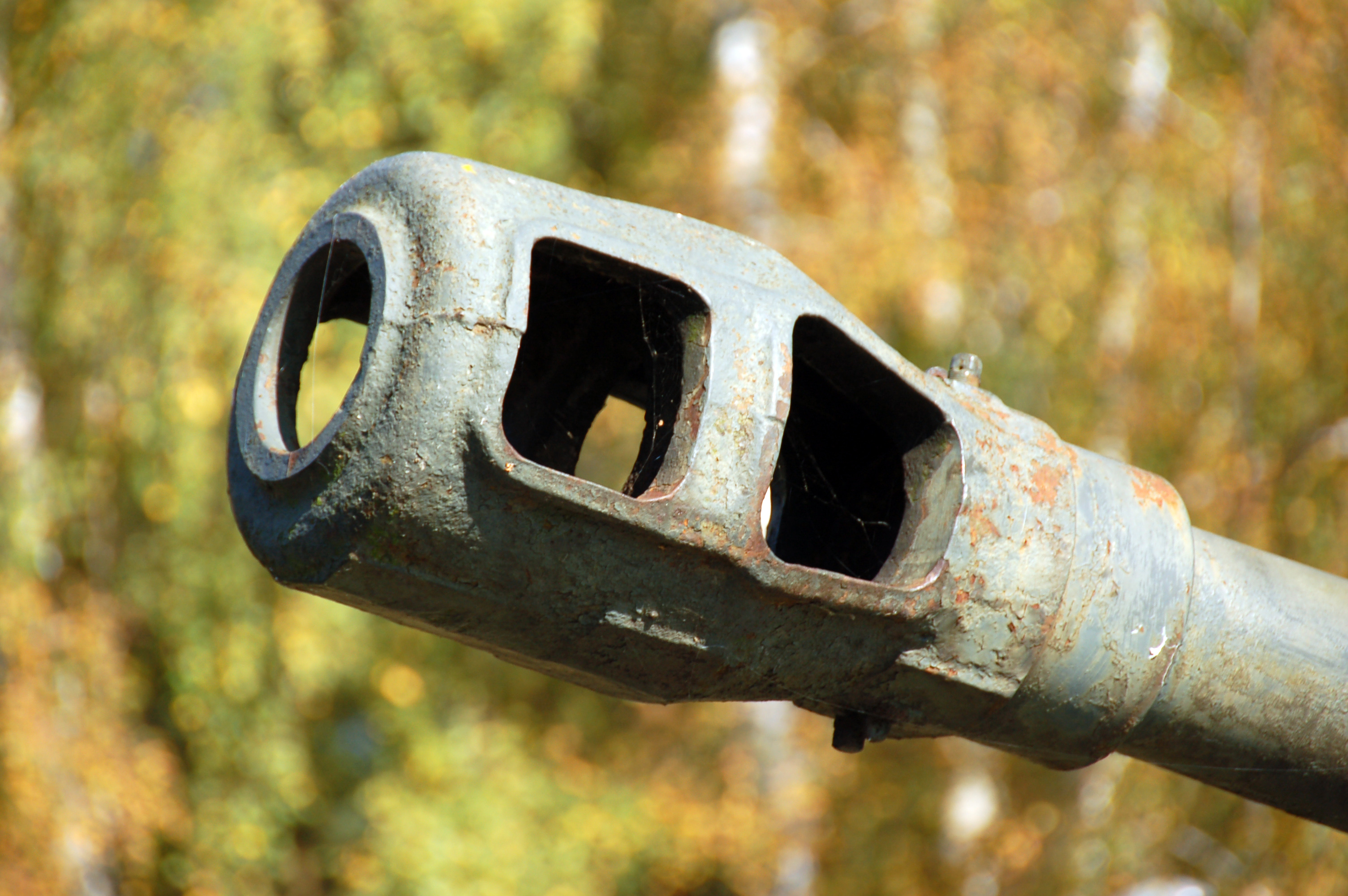
Mündungsbremse an einem IS-2 (Panzer)
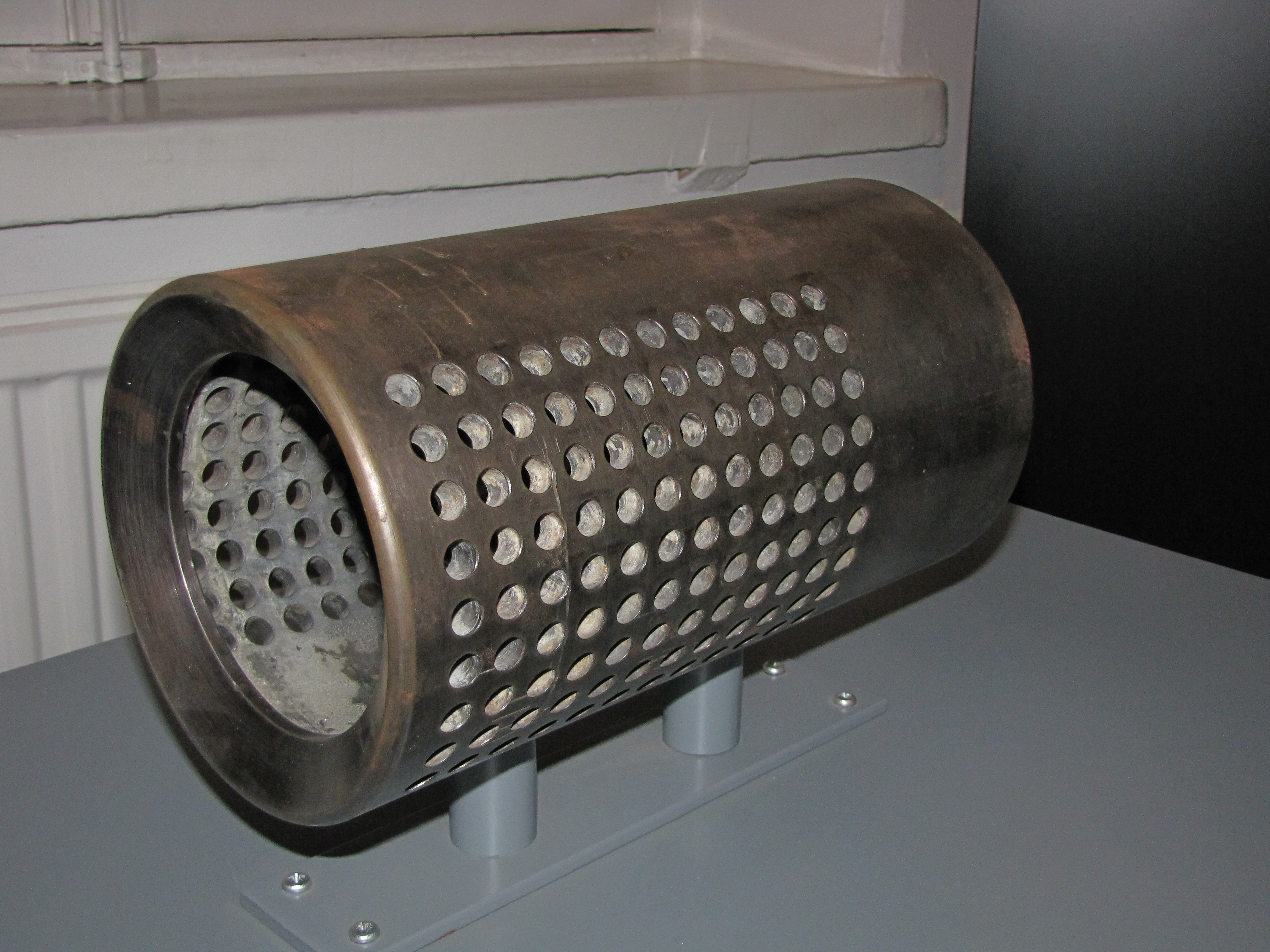
Loch-Mündungsbremse einer finnischen 10,5 cm Haubitze

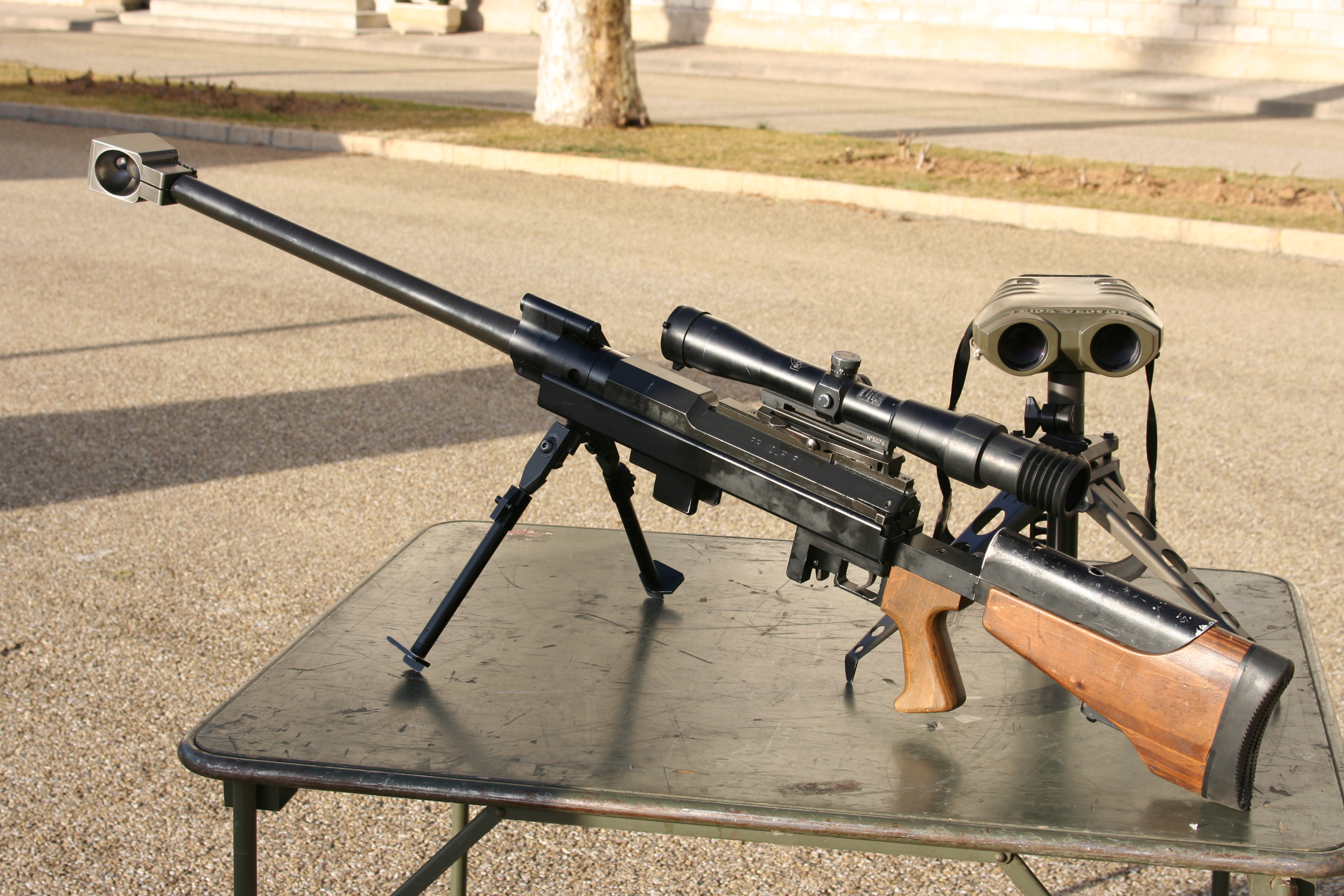
Das französische Scharfschützengewehr PGM Hécate II mit auffälliger Mündungsbremse
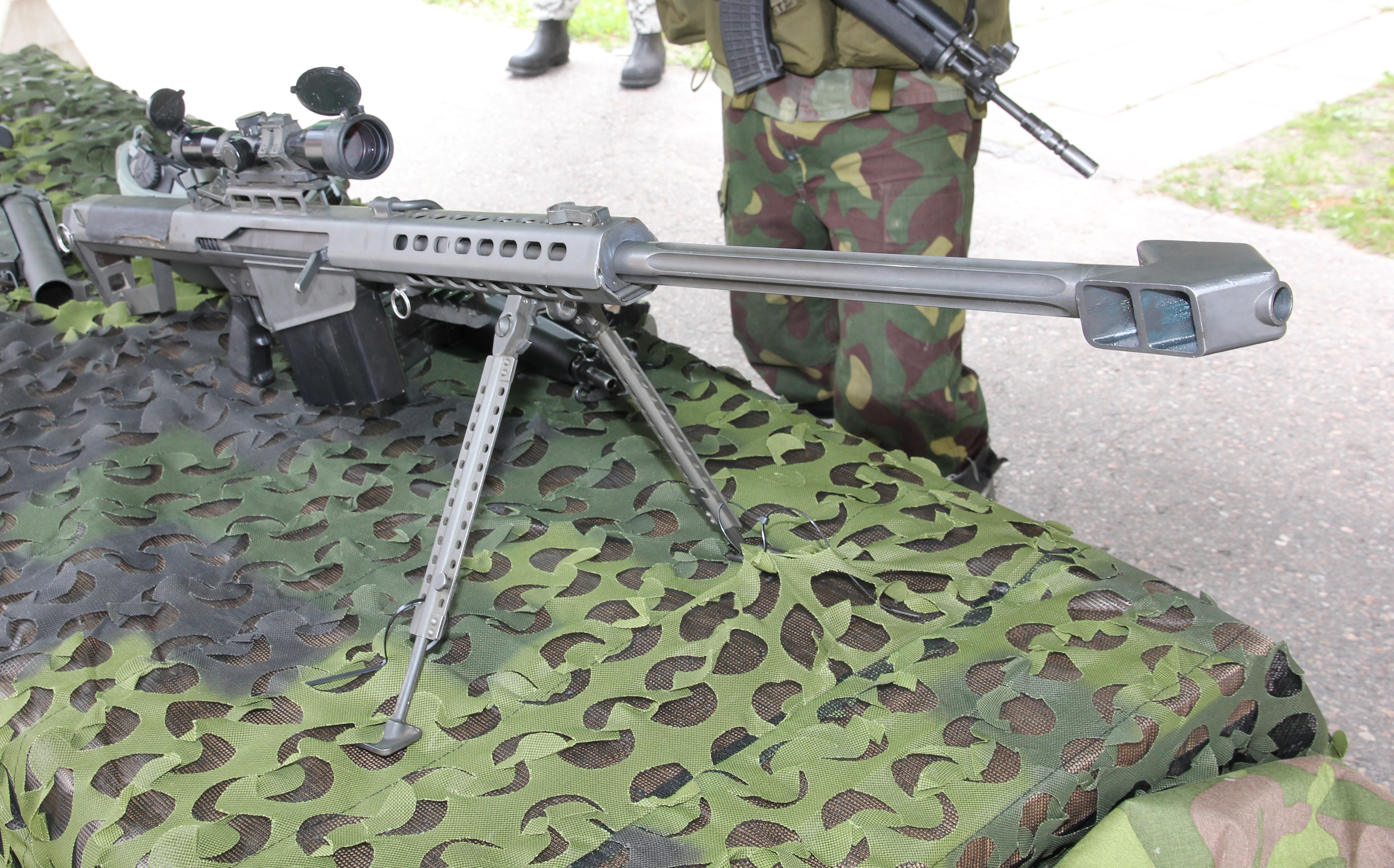
Die Mündungsbremse des Barrett M82 absorbiert ca. 70 % des Rückstoßes
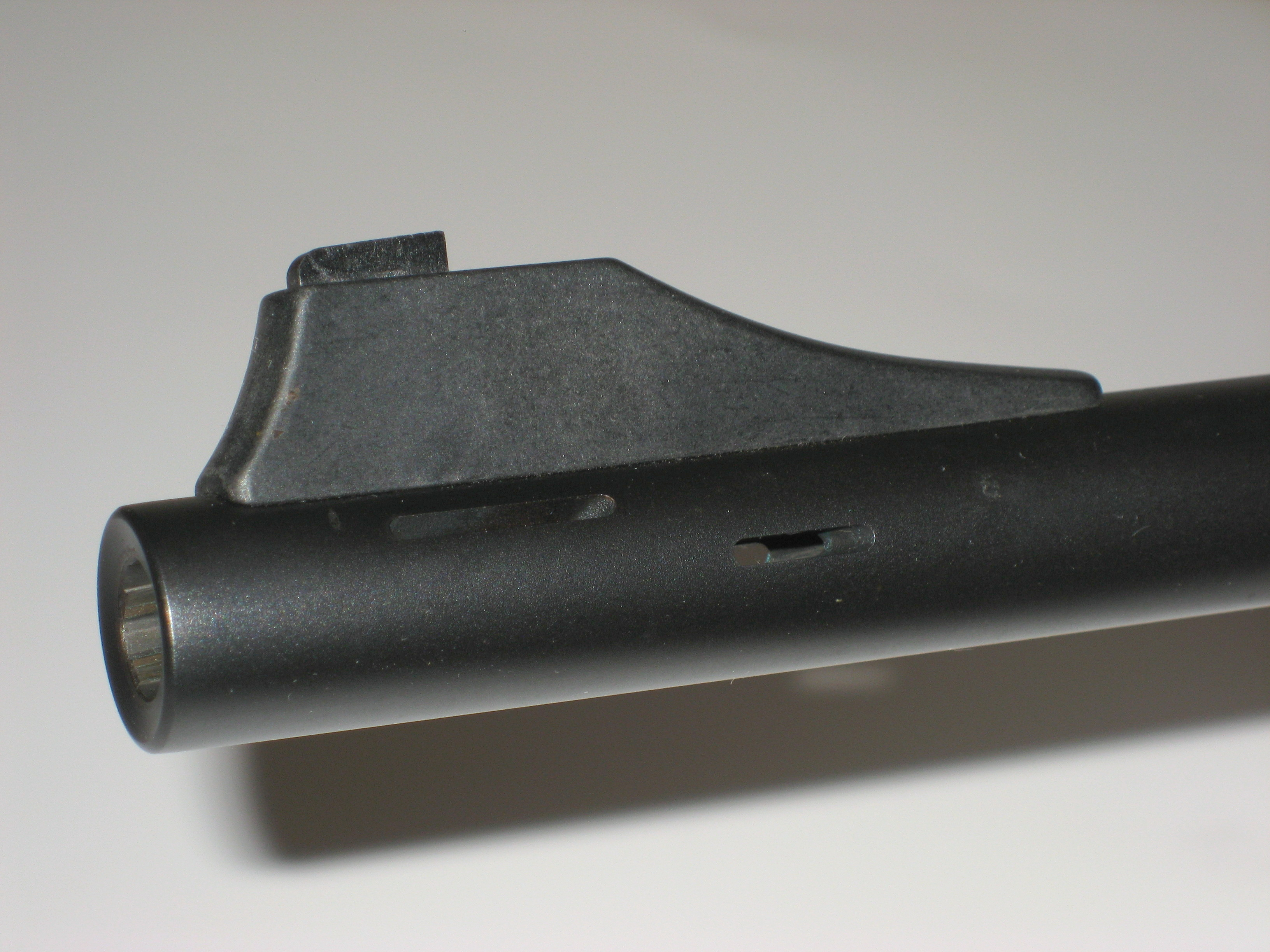
Blaser R93 mit im Lauf integrierter Mündungsbremse (Magna-Port, der vor allem der Hochschlagreduktion dient)
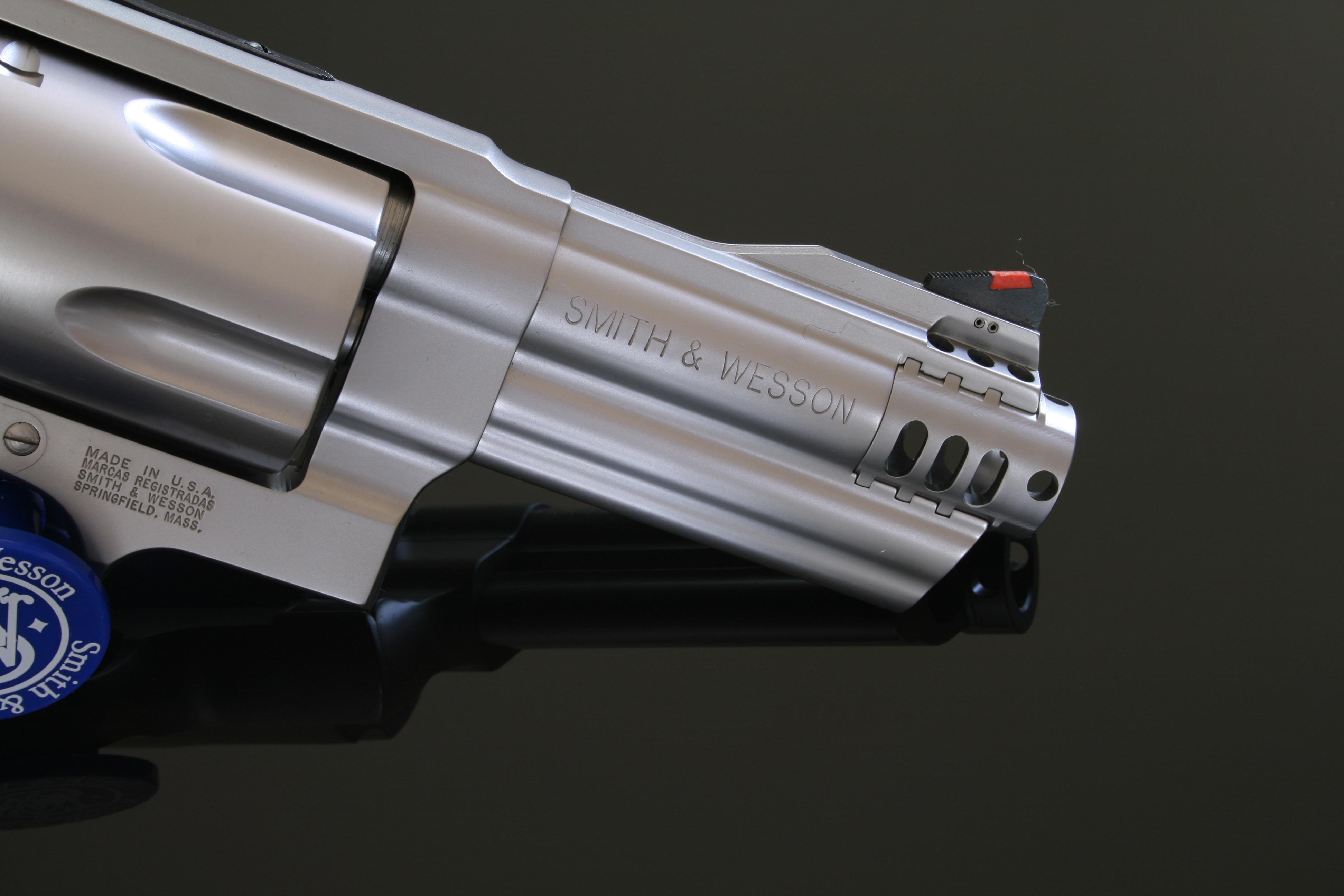
Smith & Wesson Model 500 mit Mündungsbremse und Kompensator